# Reisachöd
Reisachöd ist ein Ortsteil der Gemeinde Feldkirchen-Westerham. Die Einöde liegt auf einer Höhe von 607 m ü. NN zwischen Unterlaus und Großhöhenrain und hat 19 Einwohner (Stand 31. Dezember 2004). Südlich von Reisachöd entspringt der Öl-Graben, der in die Alter fließt, welche dann bei Waslmühle (Gemeinde Baiern) in die Glonn mündet.
Koordinaten: 47° 56′ N, 11° 53′ O